# Chaetocerotales
Ordre
Les Chaetocerotales sont un ordre d'algues de la classe Mediophyceae. 

## Liste des taxons familles
Selon AlgaeBase (5 août 2022) :
- Chaetocerotaceae Ralfs, 1861
- Leptocylindraceae Lebour, 1930

Selon ITIS (5 août 2022) :
- Acanthocerataceae Crawford & Round
- Attheyaceae Crawford & Round
- Chaetocerotaceae Ralfs in Pritchard

## Systématique
Le nom correct complet (avec auteur) de ce taxon est Chaetocerotales Round & R.M.Crawford, 1990.

## Publication originale
- Round, F.E., Crawford, R.M. & Mann, D.G. (1990). The diatoms biology and morphology of the genera.  pp. [i-ix], 1-747. Cambridge: Cambridge University Press.